# Musaranya de muntanya de De Winton
La musaranya de muntanya de De Winton (Chodsigoa hypsibia) és una espècie de musaranya endèmica de la Xina.